# Кумский (Марий Эл)
Кумский (мар. Кымью) — опустевший выселок в Юринском районе Республики Марий Эл. Входит в состав Козиковского сельского поселения.

## География
Находится в юго-западной части республики Марий Эл на левобережье Ветлуги на расстоянии приблизительно 60 км на север от районного центра посёлка Юрино.

## История
Основан в годы коллективизации сельского хозяйства. В 1927—1928 годах здесь была построена дорога до реки Кума для вывоза леса. В 1940 году в выселке Кумский проживали 140 человек (русские). Работали колхозы «Переселенец», «Новый путь». В 1973 году упразднён.

## Население
Постоянное население не было учтено как в 2002 году, так и в 2010.